# 邵照
邵照，浙江余姚人，是一名明朝政治人物。
邵照曾于1545年接替周岐伯任崇明县知县一职，1550年由黄惟用接任。